# Innungskrankenkasse Bayern
Die Innungskrankenkasse Bayern mit Sitz in München war eine deutsche Innungskrankenkasse. Als Teil der Gesetzlichen Krankenversicherung war sie eine Körperschaft des öffentlichen Rechts.

## Geschichte
Die Innungskrankenkasse Bayern ist zum 1. November 1999 aus der Vereinigung der Innungskrankenkassen Franken, Oberbayern, Oberpfalz-Niederbayern und Schwaben entstanden.
Am 1. Juli 2005 fusionierte sie mit der IKK Westfalen zur Vereinigten IKK.